# 레트비크시

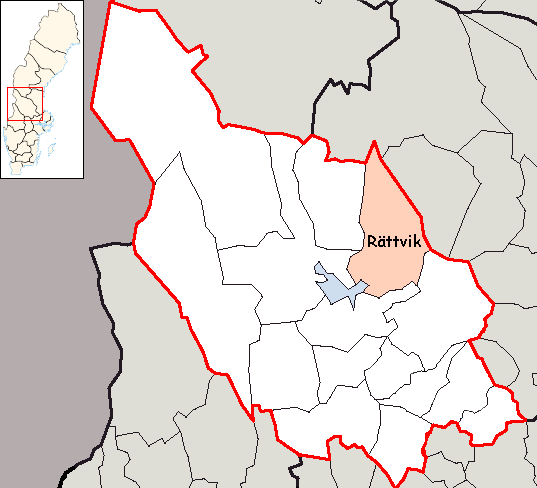
레트비크 시의 위치

레트비크시(스웨덴어: Rättviks kommun)는 스웨덴 달라르나주에 위치한 지방 자치체로 행정 중심지는 레트비크이며 면적은 2,137.79km2, 인구는 10,856명(2016년 12월 31일 기준), 인구 밀도는 5.1명/km2이다.

시 문장